# Enrico Ravetta
Enrico Ravetta (Milan, 1864-1939) est un peintre italien principalement de portraits.

## Biographie
Il réside à Milan. Il étudie à l'Académie de Brera sous Raffaele Casnédi et Giuseppe Bertini. Parmi ses portraits il y en a un de Amilcare Ponchielli. Son autoportrait est exposé à la Galleria d'Arte Moderna, Milan.

## Œuvres

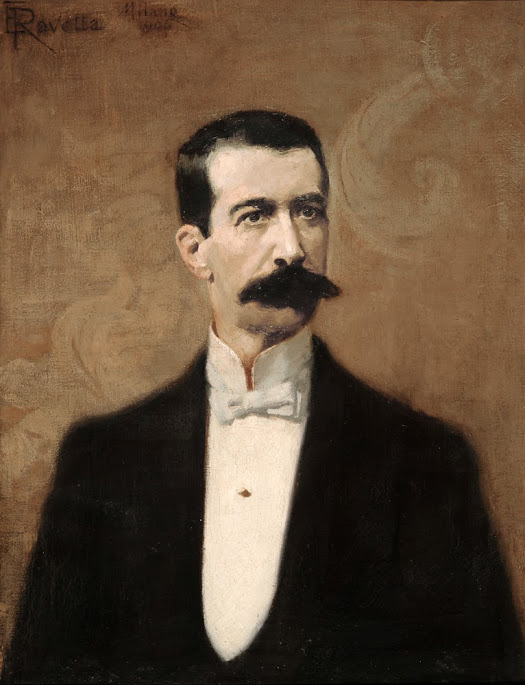
Portrait du Dr Borges de Medeiros par Enrico Ravetta au Musée de Porto Alegre au Brésil.
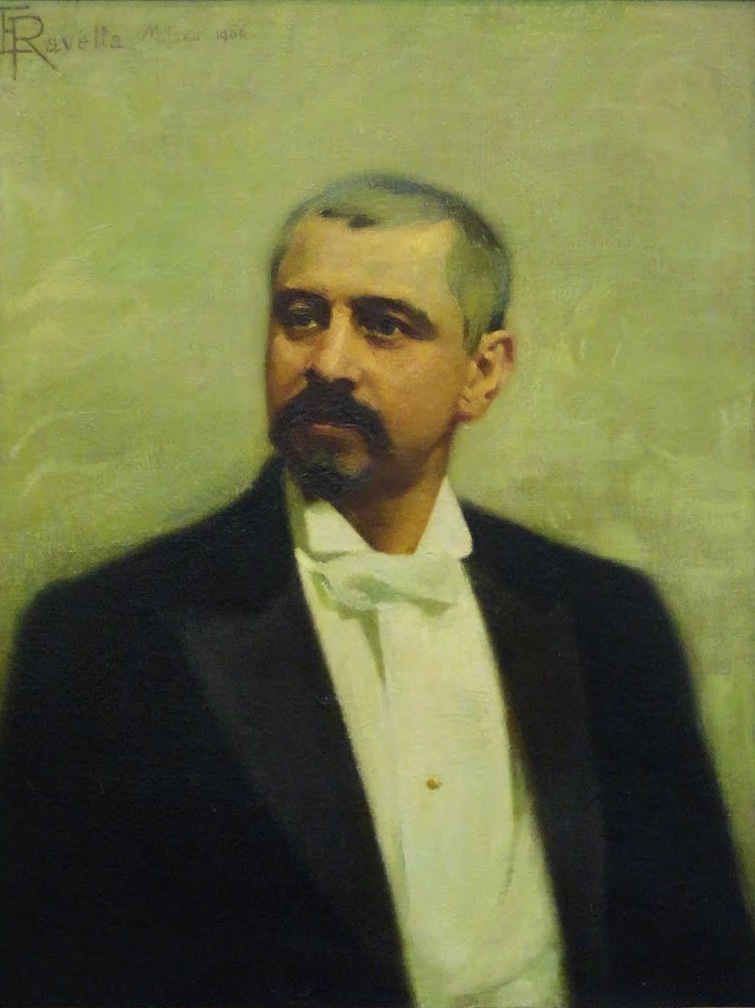
Portrait de Júlio de Castilhos par Enrico Ravetta.